# Andréia dos Santos
Andréia dos Santos, mais conhecida como Maycon (Lages, 30 de abril de 1977) é uma ex futebolista brasileira.

## Carreira
Recebeu o apelido na adolescência, devido a sua semelhança física com o cantor Michael Jackson. Disputou a Copa do Brasil de Futebol Feminino de 2008. Jogou no Flamengo. Pelo time rubro-negro, Maycon conquistou o campeonato brasileiro de 2016, com a vitória por 2x1 contra o Rio Preto na decisão, no dia 20 de maio, no estádio Anísio Haddad, em São José do Rio Preto. Foi a primeira vez que um time de fora do estado de São Paulo conquistou a competição.

## Seleção
Maykon fez parte do elenco da Seleção Brasileira de Futebol Feminino em Sydney 2000, Atenas 2004 e Pequim 2008, vencendo duas medalhas de prata. Também foi vice-campeã mundial na Copa do Mundo de Futebol Feminino de 2007.